# 金牛街
金牛街，曾位于昆明市中心，盘龙江边。早在昆明城建城时就已存在。南起南太桥，北至珠玑街。
由于街头立有一尊铜制水牛而得名。因铜制水牛闪闪发光，故也称为金牛。金牛腹中空，脊背上有一大孔。传说金牛是用来镇水只用。虽然这个传说现今已经无从考证，但是由于金牛的特殊结构，并且早前金牛位置位于江水之上，当洪水高速从其腹下流过，便会产生特殊的声学效果，嗡嗡作响。也算是有预测洪水之用。
街上主要以居民为主，建筑多为老式院落，基础设置较差。在90年代昆明市旧城改造过程中大量拆除，只留下明代初建立的具有历史意义的金牛街清真寺。如今金牛街已不复存在，取而代之的是沿江边小道扩建而成的金井街，以及南太桥围绕原金牛附近的街心花园。